# 宝永小判
宝永小判（ほうえいこばん）とは、宝永7年4月15日（1710年5月13日）に通用開始された一両としての額面を持つ小判。乾字小判（けんじこばん）とも呼ばれる。また宝永小判および宝永一分判を総称して宝永金（ほうえいきん）あるいは乾字金（けんじきん）と呼ぶ。

## 概要
表面には鏨（たがね）による茣蓙目が刻まれ、上下に桐紋を囲む扇枠、中央上部に「壹两」下部に「光次（花押）」の極印、裏面は中央に花押、下部の左端に小判師の験極印、吹所の験極印さらに右上に「乾」字が打印されている。
佐渡の金座で鋳造された「佐」の極印が打たれた佐渡小判が現存するが極めて希少であり、小判師の験極印は「又」、「宝」、吹所の験極印は「神」、「当」に限られる。

## 略史
元禄金は品位が低く、脆く折れやすいものであったため、良質の慶長金への復帰が望まれたが、金の産出が衰退した中では充分な通貨需要を満たすことができず、小型にすることで金品位を上げることとした。しかし一両あたりの含有金量は元禄金よりさらに低く、慶長金に対してほぼ半分となり、二分小判と揶揄されるに至った。
これには相次いだ自然災害すなわち、元禄地震、宝永地震および富士山噴火被害による幕府の財政逼迫による、出目獲得の必要性もその背景の一つであった。さらに三代将軍の徳川家光の頃に増大した諸経費が金銀産出の衰退した五代将軍の徳川綱吉の頃になると支出削減どころかさらに増大する一方であり、例えば新将軍就任時の日光東照宮参詣等の恒例行事も華美となり勝ちで財政を悪化させる要素が募るばかりであった。このため江戸城の御金蔵には法馬金（ほうまきん）と呼ばれる、約44貫（約164キログラム）もの分銅型の金塊が有事に備えるべく蓄えられていたが、これが取り崩され、元禄年間までには全て小判に鋳造されて支出に姿を消している。
乾字金発行に際し、元禄二朱判は通用停止となり、元禄小判と宝永小判は等価通用、慶長小判については銀10匁を付けて交換という触書きであった。
市中では依然として良貨である慶長金の退蔵が行われ、幕府はこれを引き出そうと対策を講じるが効果は薄いものであった。各藩でも藩札の発行準備の名目で良質の慶長金銀を退蔵していたため、幕府はこの提出を求めたが各藩は応じなかったため、宝永4年10月13日（1707年11月6日）に藩札の発行禁止令が出されるに至った。
宝永小判は正徳期の慶長の幣制への復帰に際し二分判扱いとなったが、小型で扱いやすいものであったため、後に重宝される小判となった。
通用停止は当初享保4年末（1720年2月7日）、引替え停止は享保7年末（1723年2月4日）とされたが、引換が進捗せず享保15年正月15日（1730年3月3日）に通用許可令が出され、通用停止は延期されて元文3年4月末（1738年6月16日）となった。

## 宝永一分判
宝永一分判（ほうえいいちぶばん）は宝永小判と同品位、1/4の量目でもってつくられた長方形短冊形の一分判であり、表面は上部に扇枠の桐紋、中央に横書きで「分一」、下部に桐紋が配置され、裏面は「光次（花押）」の極印が打たれている。裏面の右上に「乾」の年代印が打たれていることは小判と同様であり、乾字一分判（けんじいちぶばん）とも呼ばれる。

## 乾字金の量目および品位
| 金銀 | 2.50匁 |
|      |        |

### 量目
小判の規定量目は二匁五分（9.33グラム）であり、一分判は六分二厘五毛（2.33グラム）である。
多数量の実測値の平均は、小判2.49匁（度量衡法に基づく匁、9.34グラム）、一分判0.62匁（同2.33グラム）である。
太政官による『旧金銀貨幣価格表』では、拾両当たり量目3.00142トロイオンスとされ、小判1枚当たりの量目は9.34グラムとなる。

### 品位
規定品位は五十二匁二分位(金44匁につき銀8匁2分、金84.29%、銀15.71%)である。
明治時代、太政官のもと旧金座において江戸時代の貨幣の分析が行われた。また、造幣局においても分析が行われた。宝永金の分析値の結果は以下の通りであった。
| 貨種   | 成分 | 規定品位 | 太政官 | ディロン | 甲賀宜政 |
| ------ | ---- | -------- | ------ | -------- | -------- |
| 小判   | 金   | 84.29%   | 83.40% |          |          |
| 小判   | 銀   | 15.71%   | 16.55% |          |          |
| 小判   | 雑   | -        | 0.05%  |          |          |
| 一分判 | 金   | 84.29%   | 同上   |          |          |
| 一分判 | 銀   | 15.71%   | 同上   |          |          |
| 一分判 | 雑   | -        | 同上   |          |          |

雑分は銅、鉛などである。

## 乾字金の鋳造量
『吹塵録』によれば、小判および一分判の合計で11,515,500両である。
佐渡判は宝永7年（1710年）および正徳5年（1715年）、享保元年（1716年）の鋳造高は小判、一分判を合わせて31,139両1分と推計される。
貨幣改鋳により幕府が得た出目（改鋳利益、通貨発行益）は2,572,100両であった。
また金座における鋳造手数料である分一金（ぶいちきん）は鋳造高1000両につき、手代10両、金座人10両2分、吹所棟梁4両であった。